# Sunset Beach (televíziós sorozat)
A Sunset Beach egy 1997 és 1999 között vetített amerikai televíziós sorozat. Magyarországon a TV2 csatorna sugározta, 502 részt vetítettek le belőle. (Bár 755 részes)

## Történet
A Csendes-óceán partja és Los Angeles között terül el Sunset Beach kisváros. Néhány ezer ember lakik itt. Fiatalok és öregek, gazdagok és szegények. Bár mindannyian különböznek egymástól, összeköti őket a hely különleges atmoszférája.
Szép legenda lengi be a varázslatos tengerpartot. Ez azt taglalja, hogy a húszas években az európai Armando Deschanel hosszas keresés után azt hitte, hogy megtalálta álmai asszonyát. A szerelem elnyeréséért párbajt vívott. Azonban győzelmének keserű ára lett: el kellett hagynia az országát, sőt szerelme hűtlen lett hozzá. Megtört szívvel és lélekkel érkezett meg Amerikába, hogy a dél-kaliforniai tengerparton új életet kezdhessen. Az elmondások alapján már az első naplemente megnyugvást hozott számára. Ebben a pillanatban pedig egy fekete ruhás, csodaszép fiatal nő jelent meg és egyenesen hozzá lépett. Azonnal szerelembe esett hősünk. Sunset Beachen kastélyt építtetett, ez lett a szerelmesek találkozóhelye.
Mára minden a fiatalokról szól, akik megosztják minden ügyes-bajos dolgukat egymással. Elaine palacsintázójában, a Jawa Web internet-kávézóban, a rockklubban, munka közben vagy a parton, esetlen esti séta közben.

## Szereplők
| Szerep                     | Színész              | Magyar hang                    | Megjelenés | Év        |
| -------------------------- | -------------------- | ------------------------------ | ---------- | --------- |
| Olivia Richards            | Lesley-Anne Down     | Andresz Kati                   | 348 rész   | 1997-1999 |
| Ben Evans/Derek Evans      | Clive Robertson      | Kőszegi Ákos/Haás Vander Péter | 398 rész   | 1997-1999 |
| Maria Torres-Evans         | Christina Chambers   | Roatis Andrea                  | 110 rész   | 1998-1999 |
| Meg Cummings               | Susan Ward           | Szénási Kata                   | 414 rész   | 1997-1999 |
| Annie Douglas Richards     | Sarah Buxton         | Biró Anikó                     | 372 rész   | 1997-1999 |
| Cole Deschanel             | Eddie Cibrian        | Bozsó Péter                    | 369 rész   | 1997-1999 |
| Cole St.John               | Ashley Hamilton      | Bozsó Péter                    | 12 rész    | 1997      |
| Gregory Richards           | Sam Behrens          | Mihályi Győző                  | 368 rész   | 1997-1999 |
| Ricardo Torres             | Hank Cheyne          | Kautzky Armand                 | 304 rész   | 1997-1999 |
| Antonio Torres atya        | Nick Kiriazis        |                                | 146 rész   | 1998-1999 |
| Casey Mitchum              | Timothy Adams        | Dózsa Zoltán                   | 275 rész   | 1997-1999 |
| Caitlin Richards           | Vanessa Dorman       | Mezei Kitty                    | 266 rész   | 1997-1998 |
| Caitlin Richards-Deschanel | Kam Heskin           | Mezei Kitty                    | 92 rész    | 1998-1999 |
| Sean Richards              | Randy Spelling       | Markovics Tamás                | 264 rész   | 1997-1998 |
| Michael Bourne             | Jason Winston George | Selmeczi Roland                | 263 rész   | 1997-1999 |
| Gabi Martinez              | Priscilla Garita     | Németh Borbála                 | 258 rész   | 1997-1999 |
| Vanessa Hart Bourne        | Sherri Saum          | Zsigmond Tamara                | 255 rész   | 1997-1999 |
| Bette Katzenkazrahi        | Kathleen Noone       | Simorjay Emese                 | 234 rész   | 1997-1999 |
| Tim Truman                 | Dax Griffin          | Seszták Szabolcs               | 227 rész   | 1997-1999 |
| Virginia Harrison          | Dominique Jennings   | Majsai-Nyilas Tünde            | 204 rész   | 1997-1999 |
| Elaine Stevens             | Leigh Taylor-Young   | Kovács Nóra                    | 88 rész    | 1997      |
| Eddie Connors              | Peter Barton         | Holl Nándor                    | 148 rész   | 1997-1998 |
| Dr. Rae Chang              | Kelly Hu             | Timkó Eszter                   | 60 rész    | 1997      |
| Del Douglas                | John Reilly          |                                | 13 rész    | 1997-1998 |
| Dr. Tyus Robinson          | Russell Curry        |                                | 146 rész   | 1997-1999 |
| Joan Cummings              | Carol Potter         | Csere Ágnes                    | 125 rész   | 1997-1999 |
| Sara Cummings              | Shawn Batten         | Kiss Virág                     | 121 rész   | 1998-1999 |
| Sara Cummings              | Lauren Woodland      | Kiss Virág                     | 8 rész     | 1998      |
| Hank Cummings              | John Martin          | Orosz István                   | 86 rész    | 1997-1999 |
| Paula Stevens              | Laura Harring        | Antal Olga                     | 133 rész   | 1997      |
| Tiffany Thorne             | Jennifer Banko       | Madarász Éva                   | 12 rész    | 1997      |
| Tiffany Thorne             | Adrienne Frantz      | Madarász Éva                   | 44 rész    | 1997      |
| Mark Wolper                | Nick Stabile         | Fekete Zoltán                  | 129 rész   | 1997-1998 |

## Karakterek
Olivia Richards
A jól kereső ügyvéd gazdag felesége, aki nem csak az unalomtól szenved. A férje, Gregory intrikája minduntalan megnehezíti életét. A férfi gátlástalanságának elsősorban ő érzi következményét.
Elaine Stevens
A palacsintázó tulajdonosa. Tulajdonképpen ő mindenki titkos bizalmasa.
Bette néni
Tőle mindenki a falra mászik.
Ben Evans
Nagyon titokzatos ember. Azonban vonzerejével hamar ujja köré csavarja a nőket.
Cole St. John
A legendás alapító legfiatalabb örököse, akinek baráti köréhez tartozik a csinos, de rosszindulatú Anne Douglas és a strand királya címet megkapó, vízimentő Casey Mitchum.
Eddie Connors
Az egykori zsaru sötét üzelmeivel hívja fel mindig magára a figyelmet.
Dr. Rae Chang
Karrierista orvosnő, aki az élet nagy területein jól kiismeri magát, csupán a szerelmi élete borzalmas.
Vanessa Hart
Ő a helyi újság új sztárriportere.
Caitlin Richards
Okos diáklány, akinek mindenki fényes jövőt jósol.Testvére, Sean pedig olyan sötét titkot őriz, amellyel az egész családját tönkreteheti.

## Háttér
Manapság már tudjuk, hogy talán Aaron Spelling minden idők egyik legtermékenyebb producere. A Sunset Beach mindenképpen a szappanoperák egyik legnagyobb szabású produkciója. A népszerű Dinasztia, Melrose Place, Beverly Hills 90210 után új tévésorozatban jeleskedett. Az 1996-97-ben készült sorozat ősbemutatója az NBC amerikai televíziós csatornán 1997. január 6-án volt. Nézettsége néhány nap alatt az egekbe szökött. A produkció nagy erénye, hogy stúdiófelvétel helyett majdnem végig az eredeti helyszínen készült.
A szereposztás pedig folytatta a Spelling féle castingok sorát. Szép és jó színészeket válogattak össze.

## Színészek
Lesley-Anne Down:
Ő alakította Olivia Richards-ot. Szerepelt már az alábbi produkciókban: A rózsaszín párduc visszatér, A nagy vonatrablás, Szfinx, Észak és Dél (sorozat), Bosszúvágy V.- a halál álarca, sőt a Dallas című sikeres amerikai sorozat 7 részében is látható volt.
Sarah Buxton:
Annie Douglas-t, a számító és kiszámíthatatlan szegény gazdag lányt személyesítette meg. 15 évesen fedezte fel egy menedzser a benne rejtőző színészi képességet. Ez egy szupermarketben történt. Bár korábban tornászott és az olimpiára vágyott, hagyta magát elcsábítani. Előbb kólareklámban szerepelt, majd több tévésorozatban is feltűnt: például A Szépség és a Szörnyeteg, Baywatch; Walker, a texasi kopó; Drága testek. Valamint néhány filmalkotásban is szerepet kapott: Kipurcant a bébicsősz, anyának egy szót se!;Tuti dolog. Los Angelesben él, szabadidejében jógázik és kerámiákat készít.
Randy Spelling:
A lázadó Sean Richards szerepében tűnik fel a sorozatban. Családneve megegyezik a producerével és tényleg egy családba tartoznak, ugyanis Randy Aaron fia. Előkelő hollywoodi családba született bele, s mindent meg kapott, amire a foga fájt. Mégis józan ember maradt, nem szállt fejébe a dicsőség. Szerepelt a Beverly Hills 90210 című sorozatban, ott Steve bajkeverő féltestvérének bőrébe bújt, és a Malibui partokban is. Nem csak a színészet érdekli, hiphop és rap számokat énekel és ír, videóklipet készít, verset ír, teniszezik, kosarazik, röplabdázik. Filmje: Szamba-hajsza (2006)
Eddie Cibrian:
Ő bújt Cole St. John szerepébe.
Számos sorozatban és filmben láthattuk már: például Harmadik műszak, A barlang, Mentsd meg a pom-pom lányt!, Húgom, nem húgom.

## Fordítás
- Ez a szócikk részben vagy egészben  a   Sunset Beach (TV series) című angol Wikipédia-szócikk fordításán alapul.  Az eredeti cikk szerkesztőit annak laptörténete sorolja fel. Ez a jelzés csupán a megfogalmazás eredetét és a szerzői jogokat jelzi, nem szolgál a cikkben szereplő információk forrásmegjelöléseként.